# Abraham de la Haye
Abraham de la Haye, född okänt år, död 1627 i Schleswig, var en nederländsk-dansk fortifikationsingenjör och stadsplanerare.
Abraham de la Haye växte upp och utbildade sig i Nederländerna. Han anställdes 1627 av Kristian IV som kunglig ingenjör och genomförde under de följande åren ett antal projekt i kungens tjänst. Han var samtidigt fabrikör från början av 1620-talet för ett pappersbruk och en kalkugn. 
Halmstad drabbades av en stor stadsbrand 1619, varvid nästan alla byggnader brann ned. Efter branden anlitades Abraham de la Haye för att upprätta en ny stadsplan i tidens stil, baserad på raka gator och rätvinkliga kvarter. Samtidigt ledde han befästningen av staden Glückstadt i Schleswig.
År 1623 gjorde han flera resor till Bergen och framlade förslag till en ny stadsplan efter en stadsbrand. Omkring 1625 anlade han en stenmur runt Varberg, och året efter fick han i uppdrag att arbeta i Schleswig.
Abraham de la Haye följde de samtida nederländska fästningsarkitekternas teoretiska idéer om hur fästningar skulle konstrueras. 
Han dog efter skador i en duell. Han kan vara far till den danske militären Jean de la Haye (död 1676).

## Verk i urval
- Arbete med Halmstads stadsbefästning, 1618, samt upprättande av stadens stadsplan, 1619
- Avslutning av påbörjade anläggningar av vallar mellan Vesterport och Vandkunsten i Köpenhamn, 1618
- Byggarbeten på Skanderborg slott, 1619
- Planläggning av mark i Christianshavn, 1620
- Uppmätning av Ryvangen, 1622
- Förslag till stadsplan för en del av Bergen, 1623
- Reparation av del av Kristianstads befästningar, 1624
- Byggarbeten i Varberg, 1625